# End of Innocence
End of Innocence è il secondo DVD del gruppo musicale finlandese Nightwish, pubblicato dalla Spinefarm Records nel novembre 2003. Contiene un documentario sulla storia della band e dei contenuti extra con 2 concerti live del gruppo.
Esiste anche una versione limitata del DVD che include anche un CD contenente i brani dell'esibizione al Summer Breeze del 2002.

## Contenuto
Documentario End of Innocence
1. How It All Began
2. Tavastia Club, Backstage
3. Bless the Child
4. Tero's Duties
5. Caverock
6. First Steps
7. Heavier Sound
8. First Gigs
9. Oceanborn
10. Sami
11. Finnish Midsummer Activities
12. First Tour
13. The Duties of the Bass Player
14. Loosing The Innocence
15. The Night Owl
16. South Korea
17. Unnecessary Footage...
18. Adventures In Russia
19. Wishmaster
20. Practical Jokes
21. Even More Unnecessary Footage...
22. Dead Boys Poem / Slaying the Dreamer
23. South America
24. Century Child
25. Kitee By Night
26. What Makes Tuomas Tick?
27. No Balance
28. Slain Dreamer
29. Keeping The Innocence
30. The Innocent & The Credits

Concerto del 4 luglio 2003 in Norvegia
1. Sleeping Sun
2. Wildchild
3. Beauty and the Beast
4. She Is My Sin
5. Slaying the Dreamer

Summer Breeze 2002
1. End of All Hope
2. Dead to the World
3. 10th Man Down
4. Slaying the Dreamer
5. Over the Hills and Far Away
6. Sleeping Sun

Video musicali
1. End of All Hope
2. Over the Hills and Far Away

Intervista MTV Brazil
Photo gallery